# Merindades de Navarra

La Comunitat Foral de Navarra dividida en les cinc merindades històriques amb els respectius caps de merindad.

Les merindades són territoris que estaven sota la jurisdicció del merino, un oficial públic encarregat de l'administració econòmica, financera i judicial d'un territori. Es van establir després de la conquesta del territori occidental del regne de Navarra (Duranguesat, senyoriu de Biscaia, Àlaba i Guipúscoa) l'any 1200, per establir un sistema defensiu de la resta del territori. Cada merino mantenia els castells en perfecte estat i controlava l'activitat militar. Ja en el segle xiii, en temps del rei Teobald II (1253-1270), es van delimitar quatre merindades: Muntanya o Pamplona, Sangüesa, Terra Estella i Ribera o Tudela, i se'ls va dotar d'una organització més racional i eficaç. El 1407 es va crear la merindad d'Olite, composta per diferents localitats anteriorment situades a Sangüesa, Tudela i Estella.
Cada merindad establia un centre urbà principal: Pamplona a la muntanya, Sangüesa i Estella a les seves respectives merindades, Tudela a la Ribera i Olite a la merindad del seu nom. La importància de cadascuna tenia a veure amb la suma de diversos factors: la seva activitat econòmica com a centre artesà i comercial, la seva densitat demogràfica, la seva situació estratègica i els seus castells i muralles.
Els partits judicials actuals abasten el mateix territori que les merindades i en tres casos les capitals són les mateixes (Pamplona, Tudela i Estella). Els partits judicials d'Aoiz i Tafalla corresponen a les merindades de Sangüesa i Olite, respectivament.